# Davi Banda
Davi Banda (Zomba, Malaui, 29 de diciembre de 1983) es un exfutbolista de Malaui que jugaba en la posición de centrocampista.

## Carrera

### Club
| Periodo   | Club               |
| --------- | ------------------ |
| 2001-2006 | Zomba United       |
| 2007-2011 | Red Lions          |
| 2011–2012 | Black Leopards FC  |
| 2012–2019 | Kamuzu Barracks FC |

### Selección nacional
Debutó con Malaui el 24 de junio de 2006 en el empate 1-1 ante Zimbabue en Maputo por la Copa Mozambique y su primer gol internacional lo anotó el 11 de enero de 2010 en la victoria por 3-0 ante Argelia en Luanda por la Copa Africana de Naciones 2010. Su último partido internacional lo jugó el 30 de abril de 2017 en la derrota por 0-1 ante Madagascar en Lilongüe por la clasificación para la Copa Africana de Naciones de 2017. Jugó un total de 72 partidos internacionales y anotó cinco goles.

## Logros
- Super Liga de Malaui (1): 2016
- Malawi FAM Charity Shield (1): 2017
- Copa de Malaui (1): 2017